# Coyrecup Lake
Coyrecup Lake är en sjö i Australien. Den ligger i delstaten Western Australia, omkring 270 kilometer sydost om delstatshuvudstaden Perth. Coyrecup Lake ligger 271 meter över havet. Arean är 2,5 kvadratkilometer. Den sträcker sig 2,5 kilometer i nord-sydlig riktning, och 1,8 kilometer i öst-västlig riktning.
Trakten runt Coyrecup Lake består till största delen av jordbruksmark. Runt Coyrecup Lake är det mycket glesbefolkat, med 2 invånare per kvadratkilometer. Genomsnittlig årsnederbörd är 541 millimeter. Den regnigaste månaden är september, med i genomsnitt 97 mm nederbörd, och den torraste är februari, med 6 mm nederbörd.